# Islas Rennell
Islas Rennell är öar i Chile.   De ligger i regionen Región de Magallanes y de la Antártica Chilena, i den södra delen av landet, 2 100 km söder om huvudstaden Santiago de Chile. Arean är 265 kvadratkilometer.
Terrängen på Islas Rennell är kuperad. Öns högsta punkt är 1 030 meter över havet. Den sträcker sig 57,8 kilometer i nord-sydlig riktning, och 59,4 kilometer i öst-västlig riktning.
Trakten runt Islas Rennell är permanent täckt av is och snö. Trakten runt Islas Rennell är nära nog obefolkad, med mindre än två invånare per kvadratkilometer.